# Pirkko Korkee
Pirkko Korkee z d. Leveelahti (ur. 25 marca 1927 r. w Virrat) – fińska biegaczka narciarska, srebrna medalistka mistrzostw świata. Jej największym sukcesem jest srebrny medal wywalczony w sztafecie podczas mistrzostw świata w Lahti. Obok niej w fińskiej sztafecie pobiegły także Toini Pöysti i Siiri Rantanen.

## Osiągnięcia

### Mistrzostwa świata
| Miejsce | Dzień   | Rok  | Miejscowość | Konkurencja             | Czas biegu | Strata  | Zwyciężczyni      |
| ------- | ------- | ---- | ----------- | ----------------------- | ---------- | ------- | ----------------- |
| 13.     | 5 marca | 1958 | Lahti       | 10 km stylem klasycznym | 44:49,0    | +3:28,3 | Alewtina Kołczina |
| 2.      | 7 marca | 1958 | Lahti       | Sztafeta 3x5 km         | 58:32,4    | +1:41,6 | ZSRR              |